# Cmentarz wojenny nr 127 – Binczarowa
Cmentarz wojenny nr 127 – Binczarowa – zabytkowy cmentarz z I wojny światowej, zaprojektowany przez Hansa Mayra, położony na terenie wsi Binczarowa, w gminie Grybów, w powiecie nowosądeckim, w województwie małopolskim. Jeden z ponad 400 zachodniogalicyjskich cmentarzy wojennych zbudowanych przez Oddział Grobów Wojennych C. i K. Komendantury Wojskowej w Krakowie. Należy do III Okręgu Cmentarnego Gorlice.
Na cmentarzu pochowano 120 żołnierzy w 1 mogile zbiorowej:
- 60 żołnierzy austro-węgierskich
- 60 żołnierzy rosyjskich

poległych w grudniu 1914 w bitwie na terenie wsi Binczarowa.

## Galeria

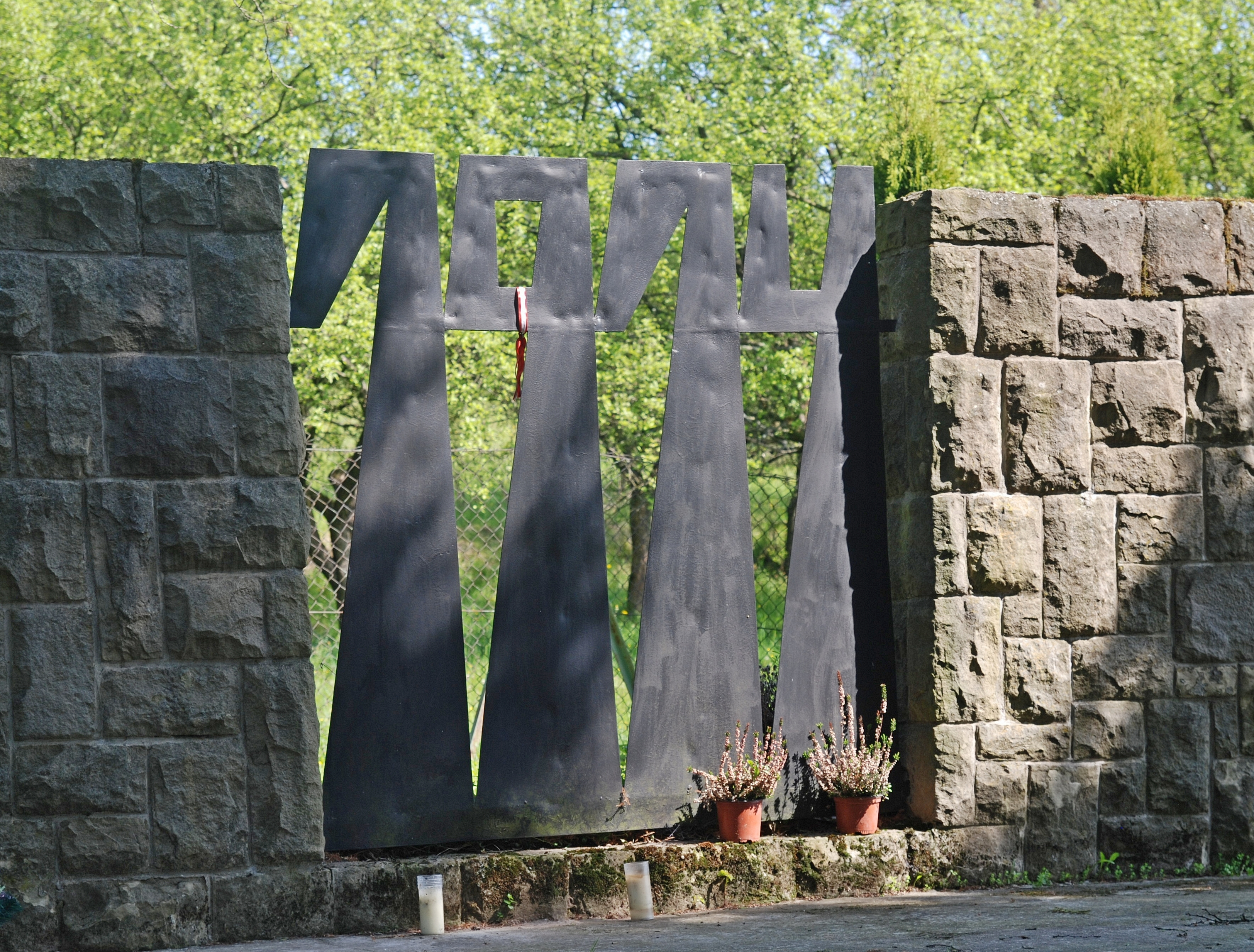
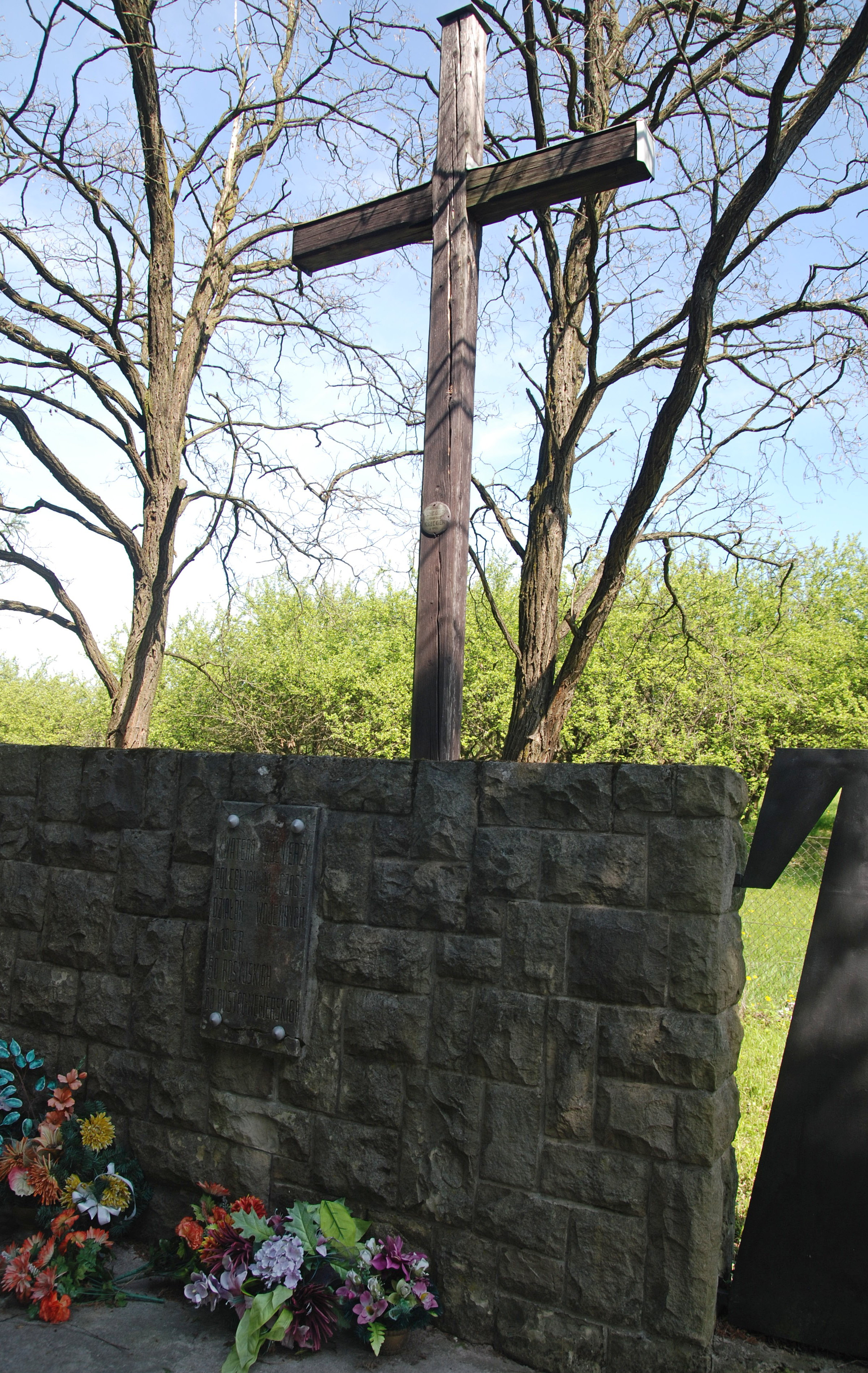
Pomnik główny
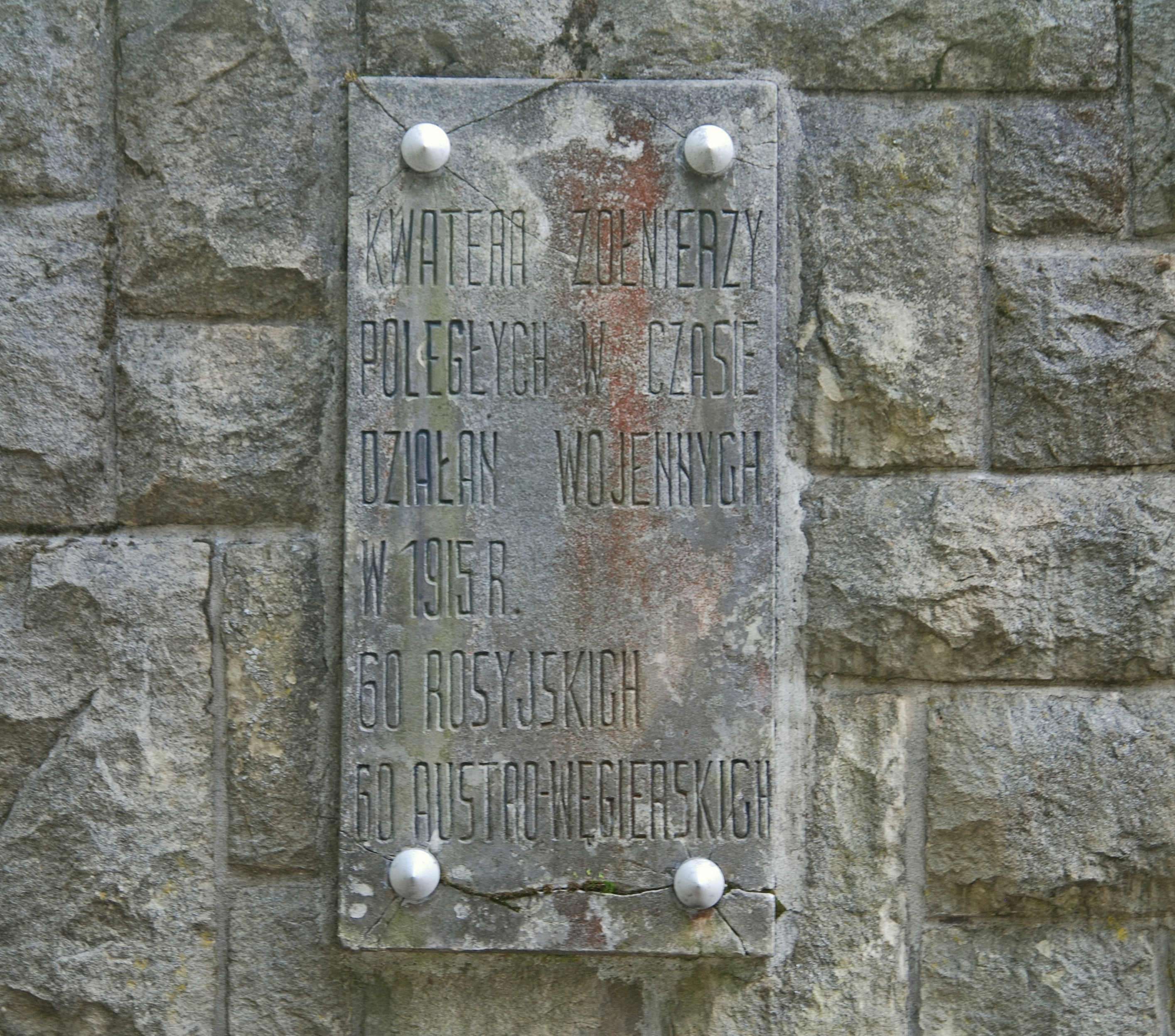
Tablica
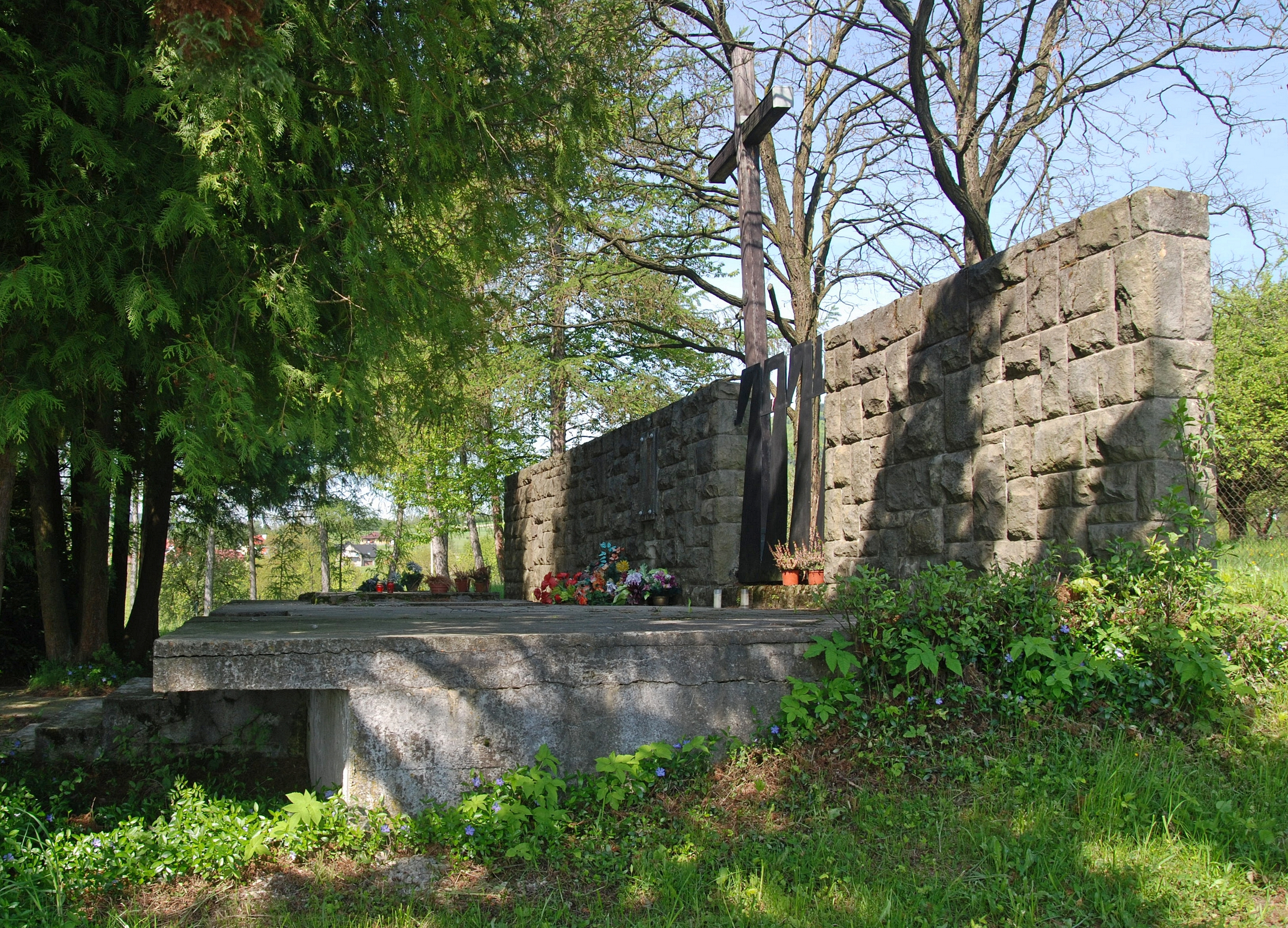
Fragment cmentarza
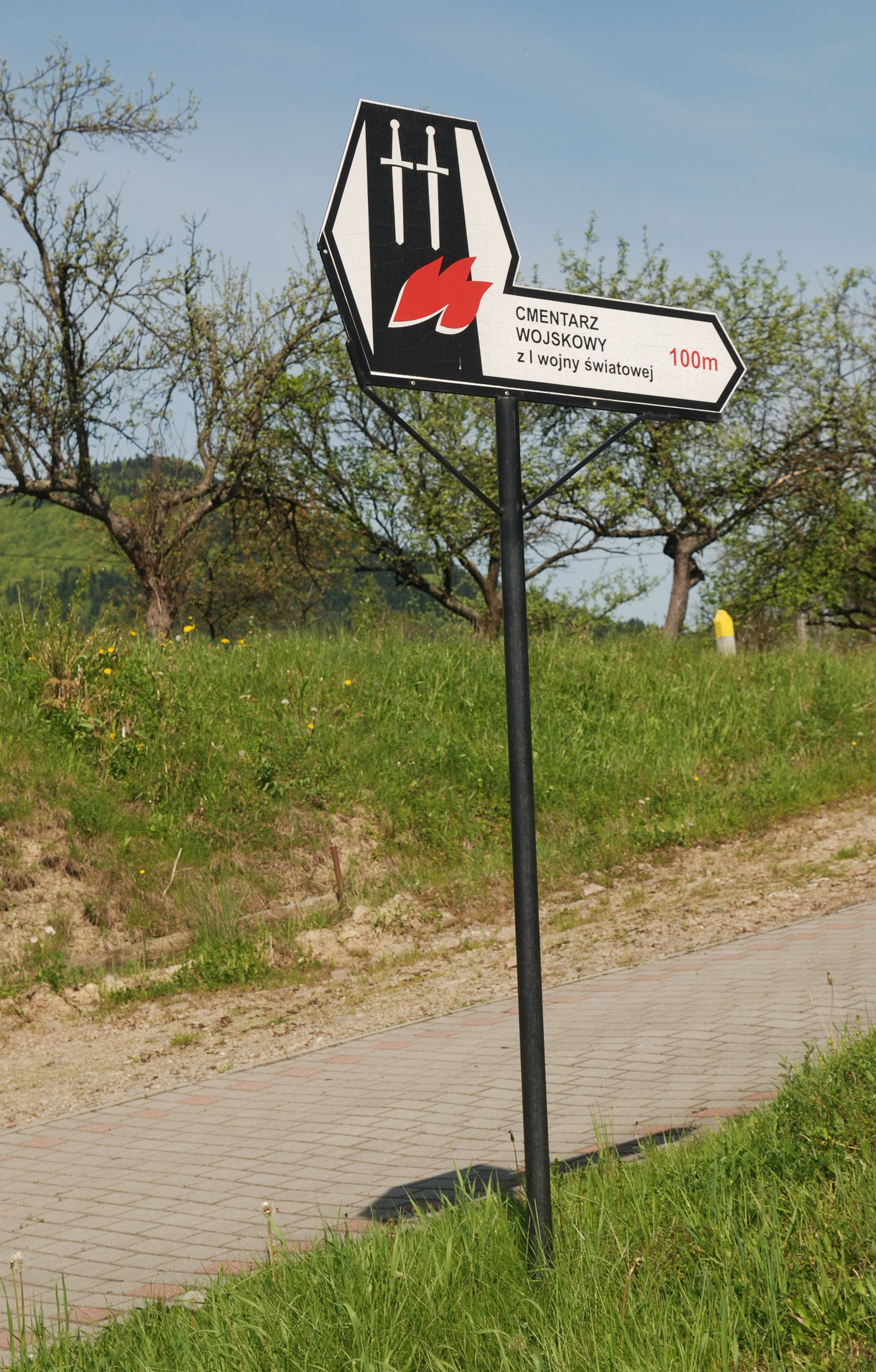